# Peru International 1999
Die Peru International 1999 im Badminton fanden im April 1999 statt.

## Sieger und Platzierte
| Disziplin    | Gold                              | Silber                               | Bronze                         |
| ------------ | --------------------------------- | ------------------------------------ | ------------------------------ |
| Herreneinzel | Ardy Wiranata                     | Richard Vaughan                      | Jim Ronny Andersen             |
| Herreneinzel | Ardy Wiranata                     | Richard Vaughan                      | Mario Carulla                  |
| Dameneinzel  | Kara Solmundson                   | Jody Patrick                         | Milaine Cloutier               |
| Dameneinzel  | Kara Solmundson                   | Jody Patrick                         | Ximena Bellido                 |
| Herrendoppel | Howard Bach Mark Manha            | Mario Carulla José Antonio Iturriaga | Mike Beres Bryan Moody         |
| Herrendoppel | Howard Bach Mark Manha            | Mario Carulla José Antonio Iturriaga | Ricardo Gonzales Pablo Masson  |
| Damendoppel  | Milaine Cloutier Robbyn Hermitage | Sandra Jimeno Nigella Saunders       | Adrienn Kocsis Doriana Rivera  |
| Damendoppel  | Milaine Cloutier Robbyn Hermitage | Sandra Jimeno Nigella Saunders       | Pilar Bellido Josefina Salazar |
| Mixed        | Mike Beres Kara Solmundson        | Brent Olynyk Robbyn Hermitage        | Mario Carulla Adrienn Kocsis   |
| Mixed        | Mike Beres Kara Solmundson        | Brent Olynyk Robbyn Hermitage        | Gustavo Salazar Lorena Blanco  |